# Kenneth Branagh

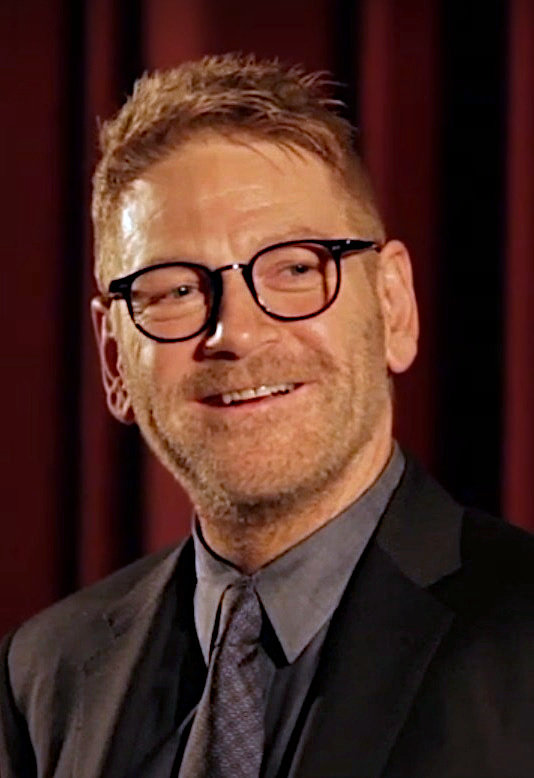
Branagh im Jahr 2015

Sir Kenneth Charles Branagh [ˈbɾænə] (* 10. Dezember 1960 in Belfast, Nordirland) ist ein britischer Schauspieler, Regisseur, Drehbuchautor und Oscar-Preisträger. Er wurde vor allem durch seine Shakespeare-Verfilmungen bekannt. Von 2015 bis 2024 war er Präsident der Royal Academy of Dramatic Art, an der er 1982 seinen Universitätsabschluss gemacht hatte.

## Leben
Kenneth Branagh wurde 1960 in Belfast geboren. Als er neun Jahre alt war, zog die Familie nach Reading in England. Mit neunzehn Jahren begann er eine Schauspielausbildung an der Royal Academy of Dramatic Art. Die Queen’s University Belfast verlieh ihm im Jahr 1990 einen Ehrendoktor in Literatur.
Branagh engagiert sich am Theater wie auch im Filmgeschäft. Bekannt als Regisseur wurde er vor allem mit der filmischen Umsetzung mehrerer Dramen von William Shakespeare, beginnend mit Henry V. (1989) über Viel Lärm um nichts (1993) bis zu Hamlet (1996). 2018 stellte er  schließlich selbst den Dichter in dem von ihm inszenierten Film All Is True dar. Als Schauspieler trat er in vielen anderen eigenen Filmen auf, aber auch in Fremdproduktionen, so zum Beispiel als Gilderoy Lockhart in Harry Potter und die Kammer des Schreckens (2002).
2009 wurden drei Neuverfilmungen von Henning Mankells Wallander mit Branagh in der Hauptrolle im deutschen Fernsehen erstaufgeführt. Die Darstellung des schwedischen Kriminalkommissars brachte ihm 2009 eine Emmy-Nominierung ein. Inzwischen spielte er die Rolle in zwölf verschiedenen Filmen der Krimi-Reihe.
Ab 2017 schlüpfte Branagh auch in die Rolle des belgischen Meisterdetektivs Hercule Poirot in einer Neuverfilmung von Mord im Orient Express, bei der er auch Regie führte. Eine weitere Regiearbeit ist Tod auf dem Nil, mit ihm erneut als Darsteller des Poirot, aus dem Jahr 2022. A Haunting in Venice folgte 2023. Auch hier verkörpert er den Meisterdetektiv.
Im Jahr 2021 wurde Branaghs Filmdrama Belfast veröffentlicht, das von der eigenen Kindheit in seiner Geburtsstadt in den 1960er-Jahren inspiriert wurde. Dabei übernahm er sowohl die Regie und lieferte auch die Drehbuchvorlage. Das Werk mit Jude Hill, Caitriona Balfe und Jamie Dornan in den Hauptrollen wurde für zahlreiche Filmpreise nominiert und brachte Branagh einen Golden Globe Award für das Beste Drehbuch ein, als auch einen Oscar für das Beste Originaldrehbuch.
Achtmal war Kenneth Branagh für den Oscar nominiert (Stand 2024) – zweimal als bester Regisseur und je einmal als bester Hauptdarsteller, Nebendarsteller, Produzent, für das beste Originaldrehbuch, das beste adaptierte Drehbuch sowie für den besten Kurzfilm. Er hält damit gemeinsam mit Alfonso Cuarón den Rekord für die meisten Oscar-Nominierungen in verschiedenen Kategorien. 2001 gewann er den Emmy für das Fernsehspiel über die Wannseekonferenz (engl.: Conspiracy).
Mehrfach stand Branagh gemeinsam mit seiner früheren Ehefrau Emma Thompson vor der Kamera. Sie heirateten 1989 und ließen sich 1996 scheiden. Anschließend hatte Branagh mehrere Jahre eine Beziehung mit der Schauspielerin Helena Bonham Carter. 2003 heiratete er Lindsay Brunnock, die als Artdirector tätig ist.
Seit den Dreharbeiten zu Peter’s Friends (1992) ist Tamar Thomas seine Assistentin. Gemeinsam arbeiteten sie für Film, Fernsehen und Theater.
In den meisten Filmen wird Branagh von Ulrich Matthes oder Martin Umbach synchronisiert.

## Filmografie (Auswahl)

### Als Schauspieler
- 1984: Jack Grant geht seinen Weg (The boy in the bush)
- 1985: Spuren der Liebe (Coming Through)
- 1987: A Month in the Country
- 1987: Fortunes of War
- 1987: Künstler, Killer & Kanonen (High season)
- 1989: Henry V. (Henry V)
- 1989: Blick zurück im Zorn (Look Back in Anger)
- 1991: Schatten der Vergangenheit (Dead Again)
- 1992: Peter’s Friends
- 1993: Viel Lärm um nichts (Much Ado About Nothing)
- 1993: Swing Kids
- 1994: Mary Shelley’s Frankenstein
- 1995: Othello
- 1995: Shadow of a Gunman (Performance: Shadow of a Gunman)
- 1996: Hamlet
- 1998: Celebrity – Schön. Reich. Berühmt. (Celebrity)
- 1998: The Gingerbread Man
- 1998: The Dance of Shiva
- 1998: Vom Fliegen und anderen Träumen (The Theory of Flight)
- 1998: Wunsch & Wirklichkeit (The Proposition)
- 1999: Wild Wild West
- 2000: Verlorene Liebesmüh’ (Love’s Labour’s Lost)
- 2000: Big Al Uncovered (The Science of Big Al)
- 2000: How to Kill Your Neighbor’s Dog
- 2001: Die Wannseekonferenz (Conspiracy)
- 2001: Schneider’s 2nd Stage
- 2002: Harry Potter und die Kammer des Schreckens (Harry Potter and the Chamber of Secrets)
- 2002: Long Walk Home (Rabbit-Proof Fence)
- 2002: Ernest Shackleton (Shackleton) (Miniserie)
- 2004: Five Children And It
- 2004: Shocking Shorts 2
- 2005: Warm Springs
- 2008: Operation Walküre – Das Stauffenberg-Attentat (Valkyrie)
- 2008: Alien Love Triangle
- 2008–2015: Kommissar Wallander
  - 2008: Kommissar Wallander: Die falsche Fährte
  - 2008: Kommissar Wallander: Mittsommermord
  - 2008: Kommissar Wallander: Die Brandmauer
  - 2010: Kommissar Wallander: Mörder ohne Gesicht
  - 2010: Kommissar Wallander: Der Mann, der lächelte
  - 2010: Kommissar Wallander: Die fünfte Frau
  - 2012: Kommissar Wallander: Ein Mord im Herbst
  - 2012: Kommissar Wallander: Hunde von Riga
  - 2012: Kommissar Wallander: Vor dem Frost
  - 2015: Kommissar Wallander: Die weiße Löwin
  - 2015: Kommissar Wallander: Lektionen der Liebe
  - 2015: Kommissar Wallander: Der Feind im Schatten
- 2009: Radio Rock Revolution
- 2011: My Week with Marilyn
- 2014: Jack Ryan: Shadow Recruit
- 2016: Mindhorn
- 2017: Dunkirk
- 2017: Mord im Orient Express (Murder on the Orient Express)
- 2018: Avengers: Infinity War (Stimme)
- 2018: All Is True
- 2020: Tenet
- 2022: Tod auf dem Nil (Death on the Nile)
- 2023: Oppenheimer
- 2023: A Haunting in Venice

### Regisseur
- 1989: Henry V. (Henry V)
- 1991: Schatten der Vergangenheit (Dead Again)
- 1992: Peter’s Friends
- 1993: Viel Lärm um nichts (Much Ado About Nothing)
- 1994: Mary Shelley’s Frankenstein
- 1995: Ein Winternachtstraum (In the Bleak Midwinter/A Midwinter´s Tale)
- 1996: Hamlet
- 2000: Verlorene Liebesmüh’ (Love’s Labour’s Lost)
- 2006: Wie es euch gefällt (As You Like It)
- 2006: Kenneth Branagh – Die Zauberflöte (The Magic Flute)
- 2007: 1 Mord für 2 (Sleuth)
- 2011: Thor
- 2014: Jack Ryan: Shadow Recruit
- 2015: Cinderella
- 2017: Mord im Orient Express (Murder on the Orient Express)
- 2018: All Is True
- 2020: Artemis Fowl
- 2021: Belfast
- 2022: Tod auf dem Nil (Death on the Nile)
- 2023: A Haunting in Venice

### Erzähler/Synchronsprecher
- 1995: Anne Frank – Zeitzeugen erinnern sich (Dokumentation)
- 1999: Der Perückenmacher (The Periwig-Maker)
- 1999: Dinosaurier – Im Reich der Giganten (Walking with Dinosaurs, Fernsehserie)
- 2000: Der Weg nach El Dorado
- 2001: Galapagos
- 2001: Die Erben der Saurier (Walking with Beasts, Fernsehserie)
- 2004: Das Goebbels-Experiment
- 2005: Die Ahnen der Saurier (Walking with Monsters, Fernsehserie)
- 2023: Blue Eye Samurai (Animationsserie, Stimme)[4]

### Hörbücher
- Richard III. von William Shakespeare (Gesamtaufnahme) für Naxos Audiobooks
- In the Ravine & Other Short Stories von Anton Tschechow (ungekürzt) für Naxos Audiobooks
- The Diary of Samuel Pepys 1660–1669 (gekürzt) für Hodder Headline Audio Classics
- The Magician’s Nephew von C.S.Lewis für Harper Books
- Heart of Darkness von Joseph Conrad für Audible Studios

## Ehrungen und Preise
- 1990: British Academy Film Award für die Regie des Films Henry V
- 2012: Im Juni wurde Branagh von Königin Elisabeth II. zum Ritter (Knight Bachelor)[5] geschlagen.
- 2012: Am 27. Juli war Branagh in wichtiger Funktion bei der Eröffnungsfeier der Olympischen Spiele 2012 in London tätig. Er verkörperte den teilweise durch das Programm führenden Isambard Kingdom Brunel.
- 2014: Ehrenpräsident der Deutschen Shakespeare-Gesellschaft
- 2017: International Emmy Award für Kommissar Wallander (Bester Darsteller)
- 2021: Savannah Film Festival, Lifetime Achievement in Acting and Directing Award für Belfast[6]
- 2022: Golden Globe Award für Belfast (Bestes Drehbuch)
- 2022: Academy Award für Belfast (Bestes Drehbuch)[7]